# Šumperk (stacja kolejowa)
Šumperkⓘ – stacja kolejowa w Šumperku, w kraju ołomunieckim, w Czechach. Znajduje się na wysokości 315 m n.p.m. i jest stacją początkową/końcową dla linii kolejowych nr 290, 291, 292, 293.